# Donny Vosburgh
Donny Vosburgh je americký bubeník a zpěvák. Počátkem 70. let hrál ve funkrockové kapele Mother's Finest, s níž nahrál jednu desku. Později působil v Thee Image, s níž nahrál obě její alba. S jejím frontmanem, zpěvákem a kytaristou Mikem Pinerou, nahrál v roce 1977 jeho sólovou desku Isla. Zpíval také na albu Alice Cooper Goes to Hell zpěváka Alice Coopera; podílel se také na Cooperově koncertním filmu The Strange Case of Alice Cooper (1979), nikoliv však jako hudebník. Počátkem 80. let působil v kapele zpěváka Darrella Mansfielda, se kterým nahrál album Get Ready (1980). Jako člen skupiny Fortress nahrál album Hands in the Till (1981). V roce 1987 krátce vystupoval s Iron Butterfly. Doprovázel také Martyho Balina, Jamese Browna a Curtise Mayfielda.

## Diskografie
Mother's Finest
- 1972 – Mother's Finest[2]

Thee Image
- 1975 – Thee Image
- 1975 – Inside the Triangle

Alice Cooper
- 1976 – Alice Cooper Goes to Hell

Mike Pinera
- 1978 – Isla[3]

Darrell Mansfield
- 1980 – Get Ready[4]
- 1983 – Live

Fortress
- 1981 – Hands in the Till[5]